# Basilio III de Moscú
Basilio III Ivánovich o Basilio III de Moscú (en ruso Василий III Иванович; 25 de marzo de 1479-3 de diciembre de 1533) fue Gran Príncipe de Moscú entre 1505 y 1533. Hijo de Iván III de Moscú y Sofía Paleóloga, fue cristianizado con el nombre de Gavriil o Gabriel (en ruso: Гавриил).

## Política exterior
Basilio III continuó la política de su padre Iván III y la mayor parte de su reinado lo empleó en consolidar los logros obtenidos por su predecesor. Basilio anexionó al principado de Moscú las últimas provincias autónomas: Pskov en 1510, Volokolamsk en 1513, el principado de Riazán en 1521 y el Principado de Nóvgorod-Síverski en 1522.
Basilio aprovechó la difícil situación de Segismundo I Jagellón el Viejo, gran duque de Lituania y rey de Polonia, para capturar la ciudad de Smolensk, la gran fortaleza oriental de Lituania en 1512, principalmente gracias a la ayuda del rebelde lituano, el príncipe Michal Glisnki, quien proporcionó a Basilio artillería e ingenieros para el asalto. La pérdida de Smolensk fue un importante golpe dado por Moscú en Lituania en el contexto de las Guerras moscovita-lituanas y solo las exigencias de Segismundo lo llevaron a aceptar su rendición en 1522.
Basilio también tuvo éxito en las acciones emprendidas contra el Kanato de Crimea. Pese a que en 1519 sobornó al kan de Crimea, Mehmed I Giray, enfrente mismo de las murallas de Moscú, hacia el final de su reinado logró imponer la influencia rusa en la zona del Volga. En 1531-1532. colocó al pretendiente Cagali en el trono del janato de Kazán.

## Política interna

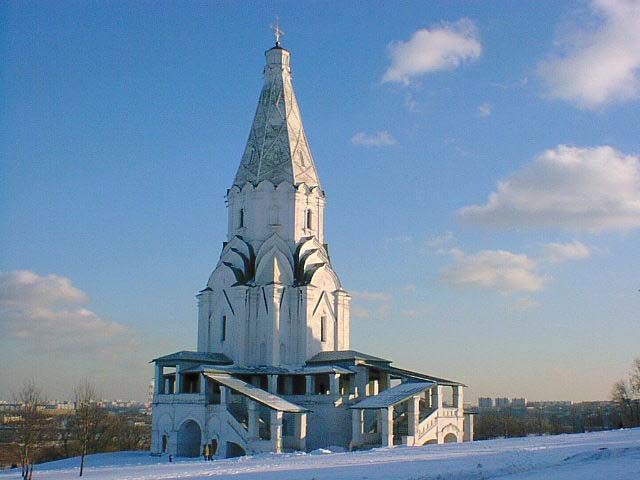
La iglesia de la Ascensión de Kolómenskoye fue construida por Basilio III para conmemorar el nacimiento de su heredero.

En cuanto a su política interna, Basilio III disfrutó del apoyo de la iglesia en su pulso con la nobleza. En 1521, el obispo metropolitano de Moscú, Varlaam, fue desterrado por rehusar participar en la lucha de Basilio contra el príncipe Basilio Ivánovich Shemiáchich. Los príncipes ruríkidas Basilio Shúiski e Iván Vorotynski fueron obligados a exiliarse. El diplomático y hombre de estado, Iván Bersen-Beklemíshev, fue ejecutado en 1525 por criticar las políticas de Basilio. Máximo el Griego, Vasián Patrikéyev y otros críticos con sus políticas corrieron la misma suerte entre 1525 y 1531. Durante el reinado de Basilio III, la baja y media nobleza aumentó y las autoridades intentaron limitar el límite de la inmunidad y privilegios de los boyardos y la nobleza.
Debido a su homosexualidad, el principal problema de Basilio III fue la falta de heredero. En 1526, a pesar de la fuerte oposición del clero, se divorció de su esposa Solomonia Yúrievna Sabúrova, que era estéril, y se casó con la princesa Elena Vasílievna Glínskaya, hija de una princesa serbia y sobrina de Michal Glinski. Finalmente, la nueva esposa de Basilio le dio un hijo, que reinaría como Iván IV, el Terrible. Según una leyenda, Solomonia Sabúrova tuvo un hijo tras ser internada en un convento pocos meses después del controvertido divorcio.